# Mariano Billinghurst
Mariano Daniel Billinghurst (Buenos Aires, 26 de noviembre de 1810 - íd, 13 de junio de 1892) fue un empresario argentino que se destacó por haber creado las líneas de tranvías a caballo Plaza de Mayo-Flores y Plaza de Mayo-Belgrano en la ciudad de Buenos Aires, y construir el ferrocarril Buenos Aires-Rosario en 1871. La localidad bonaerense de Billinghurst lleva su nombre.

## Biografía
Su padre era el militar británico Robert Billinghurst, nacido en Surrey (Inglaterra), y llegado por motivos de negocio a Buenos Aires en tiempos de la colonia, en donde se casó con Francisca Agrelo. Se destacó por su intervención militar durante el levantamiento independentista de la Revolución de mayo de 1810, por lo que se le concedió la primera carta de ciudadanía a un extranjero en la historia de Argentina. [cita requerida]
Durante el segundo gobierno de Juan Manuel de Rosas, Mariano se exilió en Uruguay entre 1840 y 1850. Al volver jugó un rol sumamente destacado cuando Buenos Aires fue sitiada por Justo José de Urquiza.
Como empresario fundó la primera fábrica de paños de lana del país, instaló las líneas de tranvías a caballo Plaza de Mayo-Flores y Plaza de Mayo-Belgrano en la ciudad de Buenos Aires. Concesionario de un fracasado ferrocarril de Buenos Aires a Rosario y a raíz de ello se fundó el pueblo de Billinghurst en el Partido de San Martín, en la zona norte del Gran Buenos Aires.
En la Guerra de la Triple Alianza (1865-1870) y la epidemia de cólera y fiebre amarilla en Buenos Aires de 1871.
En 1889 concurrió a fundar la Unión Cívica presidida por Leandro Alem y apoyó la Revolución del Parque de 1890.[cita requerida]
Falleció el 13 de junio de 1892. La ciudad de Buenos Aires le ha puesto su nombre a una calle en su honor.

## Descendencia
Tío de Guillermo Billinghurst, expresidente del Perú.
Bisabuelo de Susana Ferrari Billinghurst, primera aviadora profesional de Argentina y América del Sur.